# معركة شلمنقة
```
مَعرَكةُ شَلَمَنقةْ،
 دَارَتْ رَحَاها يوم 22 يوليو 1812 م في شمالِ مدينة 
شلمنقة
 خلال 
حَرب الأستقلال الإسبانية
. بين تحالُف أنجلو-بُرتغالي، بقيادة الدوق «
آرثر ويلزلي
»، وبين جحافل 
الجيش الكبير
 بقيادة المارشال «
أوغست دو مارمون
». أنتَهت المَعركة بنصر أنجلو-بُرتغالي حاسم.
```

نتيجة لانتصار «آرثر ويلزلي» المُدوي، تمكن جيشه من التقدم إلى مدريد وتحريرها لمدة شهرين، قبل أن يتراجع إلى البرتغال. أُجبر الفرنسيون على التخلي عن الأندلس بشكل دائم في حين أن خسارة مدريد أضرت بشكل لا يُمكن إصلاحه بحكومة الملك «جوزيف بونابرت» الموالية لفرنسا.

## خلفية
في أبريل 1812، بعد حصار بطليوس الناجح خلال حملة الحُلفاء في إسبانيا، سار «آرثر ويلزلي» والجزء الأكبر من الجيش الأنجلو-بُرتغالي شمالًا لطرد جيش المارشال «أوغست دو مارمون» الفرنسي الذي غزا البرتغال مؤقتًا. بعد تراجع «مارمون» إلى شلمنقة، اتخذ «ويلزلي» موقعًا خلف نهري أجويدا وكوا. في مايو، بناءً على أوامر «ويلزلي»، أخذ الجنرال «رولاند هيل» قوة قوامها 7000 رجل لتدمير الجسر في الماراز، وبالتالي كسر خط الاتصالات المباشرة الوحيدة بين جيشي «سولت» و«مارمون».
في 13 يونيو عبر «ويلزلي» نهر أجويدا وتقدم شرقًا إلى شلمنقة. وهي بلدة كانت مُستودعًا رئيسيًا لإمدادات الجيش الفرنسي. حول الفرنسيون ثلاثة أديرة إلى حصون قوية للدفاع عن المدينة والجسر عبر نهر تورميس. في 19 يونيو، فتحت أول مدفعية النار، ولكن لم يكن الأمر كذلك حتى 27 يونيو، حيث تم تدمير اثنين من الأديرة ومع عدم وجود أي علامة على الأغاثة، طلبت القوات الفرنسية شروط الاستسلام.
لعدة أسابيع، وجد «ويلزلي» تحركاته شمال مدينة شلمنقة مسدودة من قبل جيش «مارمون»، الذي تضخم باستمرار مع وصول التعزيزات. مع اقتراب الجيوش في كثير من الأحيان من بعضها البعض، ويفصلهم النهر، ومع تهديد «مارمون» مرارًا وتكرارًا لخط إمداد «ويلزلي». بالتحرك شرقاً، عبر الفرنسيون إلى الضفة الجنوبية لنهر تورميس عبر جسر آخر في هويرتا ومن خلال السير جنوباً ثم غرباً أملوا في الألتفاف خلف جناح جيش «ويلزلي». بحلول يوم المعركة، قرر «ويلزلي» سحب جيشه على طوال الطريق إلى البرتغال ، لكنه لاحظ أنه مع تقدم الجيشين بالتوازي مع بعضهما البعض، مع وجود البريطانيين في الخط الداخلي، أصبح الفرنسيون قلقين، الامر الذي دفع «مارمون» في الوقوع بالخطأ التكتيكي المُتمثل في فصل جناحه الأيسر عن الجسم الرئيسي لجيشه. أمر الدوق على الفور الجزء الأكبر من جيشه بمُهاجمة الجناح الفرنسي الأيسر المُمتد.

## المعركة

### بدأ المناورات
تحرك جيش «مارمون» جنوبًا في وقت مُبكر من يوم 22 يوليو، ووصلت عناصره القيادية إلى منطقة جنوب شرق شلمنقة. إلى الغرب، يمكن للمارشال رؤية الفرقة السابعة لجيش «ويلزلي» قد انتشرت على سلسلة من التلال. بعد أن رأى «مارمون» سحابة الغبار، افترض أن معظم الجيش البريطاني في حالة تراجع وأنه يواجه فقط الجُزء الخلفي للجيش. لقد خطط لتحريك جيشه الفرنسي جنوبا، ثم غربا لمُحاصرة الجناح الأيمن للأنجليز.
كان هذا الأعتقاد خاطئ لأن «ويلزلي» قد خبأ مُعظم قواته خلف التلال، بينما كانت فرقته الثالثة والخامسة في طريقهما من شلمنقة. كان «ويلزلي» قد خطط للتراجع إذا تمت الأحاطة به، لكنه انتظر لمعرفة ما إذا كان «مارمون» سيرتكب خطأ فادحًا.
خطط «مارمون» للتحرك على طول سلسلة من التلال على شكل الحرف L، بزاوية قريبة من ارتفاع شديد الانحدار. في ذلك الصباح، احتل الفرنسيون الجزء القصير الذي يشير إلى الشمال فقط من L. ولنجاح حركته التكتيكية، سار «مارمون» على طول الجانب الطويل من L. كان جيش الحلفاء الأنجلو يكمن خلف سلسلة أخرى من التلال على شكل حرف L، في الداخل وبالتوازي مع الفرنسي L، ويفصل بينها وادي. لم يراه الفرنسيون، جمع «ويلزلي» قوة ضاربة قوية على طول الجانب الأنجليزي الطويل للـ L.

### هجوم «ويلزلي»
عندما وصلت الفرقة الثالثة البريطانية ولواء دوربان إلى قمة L الفرنسية، هاجموا فرقة ثوميير. في الوقت نفسه، أمر «ويلزلي» الفرقتين الخامسة والرابعة، بدعم من السابعة والسادسة، للهجوم على الجانب الطويل من L.
تقدمة الفرقة الثالثة داخل فرقة ثوميير بعمق خطين. على الرغم من انتشارها في تشكيل العمود، صدت الفرقة الفرنسية في البداية مُهاجميها، ولكن تم دفعُها للخلف بواسطة هجوم حراب. قُتل اللواء «ثوميير». عند رؤية سلاح الخيالة البريطاني في المنطقة، شكل اللواء «ماوكون» فرقته إلى مربعات، وهي تشكيلة مناسبة لتلقي مثل هكذا هجوم، لكنه كان خيارًا سيئًا عند الدفاع ضد المُشاة. بفضل خطهما العميق، هزمت الفرقة الخامسة بسهولة فرقة ماوكون. 
عندما تراجع جنود المشاة الفرنسيون، أمر «كوتون» لواء «جون لو مارشانت» الثقيل (خيالة التنين الخامس، التنين الثالث والرابع) بمهاجمتهم. كان الجناح الأيسر للجيش الفرنسي على وشك الهزيمة أمام الفرقتين الثالثة والخامسة من المشاة الأنجلو-برتغاليين عندما هاجمت خيالة «لو مارشانت» الكتيبة ودمرتهم بالأسلحة الثقيلة. كان «لو مارشانت»، بعد أن سحق ثماني كتائب فرنسية، يقود سربًا عندما أصيب في العمود الفقري وقتل. أستلم «ويليام بونسونبي» قيادة اللواء.
فقد الجيش الفرنسي قائده في وقت مبكر جدًا من المعركة. بينما استعدت الفرقة الثالثة لـ«ويلزلي» لمُهاجمة ثوميير، استيقظ «مارمون» أخيرًا على الخطر الذي هدد جيشه. اندفع من أجل حصانه، لكنه أصيب بقذيفة كسرت ذراعه وضلعين. أصيب الرجل الثاني في القيادة، «بونيت»، بعد ذلك بوقت قصير. ومع ذلك، تتعارض السجلات مع ادعاء «مارمون» أنه أصيب بجروح عندما أصبح جناحه في خطر، وأدى عجزه إلى عدم تصحيح الخطأ قبل هجوم «ويلزلي». حدد أعداؤه وقت إصابته كما حدث أثناء هجوم «ويلزلي». لما بين 20 دقيقة، وأكثر من ساعة، ظل الجيش الفرنسي بلا قيادة. هاجمت الفرقة الرابعة لكول فرقة بونيت بينما هاجم البرتغاليون على تل أرابيل الكبرى. بمُساعدة المدفعية التي أطلقت من التل، صد الفرنسيون كلا الهجومين.
بأستلامه للقيادة، بذل «برتران كلوزيل» قُصارى جهده لإنقاذ الجيش الفرنسي من الموقف الرهيب. لقد ألزم فرقة ساروت بدعم الجناح الأيسر المحطّم، ثم شن هجومًا مُضادًا خطيرًا على الفرقة الرابعة لكول باستخدام فرقه الخاصة وفرقة بونيت، بدعم من خيالة بوير. تجاهل هذا الهجوم الناجين من فرقة كول وهاجموا الفرقة السادسة في الخط الثاني لـ«ويلزلي». رد المارشال «ويليام كار بيريسفورد» على الفور على التهديد المتطور وأرسل لواء شبري البرتغالي من الفرقة الخامسة لصد المشاة الفرنسيين، بينما نقل «ويلزلي» الفرقتين الأول والسابع للمُساعدة. بعد مُقاومة مريرة، هُزمت فرق كلاوزيل وبونيت وبدأ الجيش الفرنسي في التراجع.
مع تدفق بقية الجيش الفرنسي بعيدًا، أمر «كلوزيل» اللواء «فيري» بصد الحلفاء بأي ثمن. شكل «فيري» فرقته في خط محدب، متبعًا شكل سفح التل. قاتل المشاة الفرنسيون في صفوف كتيبة هذا اليوم، لكن «فيري» نشر سبع كتائب في خط من ثلاثة أعماق، مع تغطية كتيبة في المربع. كانت المدفعية الفرنسية في دعم وثيق للمُشاة. مع لوائين بريطانيين في خط المواجهة، هاجمت الفرقة السادسة لكلينتون المُنتصرة فرقة فيري. كانت الضربة الأولى للجنود الفرنسيين قاتلة بشكل خاص. كان التل شديد الانحدار لدرجة أن كتيبة فيري الثالثة يمكن أن تطلق النار فوق رؤوس أول كتيبتين. في الغسق، بدا لجنود فرقة كلينتون أنهم يهاجمون جبلًا ملتهبًا. على الجانب الأيمن البريطاني، عانى لواء اللواء «ريتشارد هولس» من خسائر مروعة، فقد قدم الأول / 11 مشاة 340 رجلاً من أصل 516 كإصابات بينما خسر 1/61 مشاة 366 من أصل 546. عانى الفرنسيون أيضًا من خسائر فادحة وتراجع ببطء إلى الوراء حتى تشكل الناجون على حافة الغابة. في هذه الأثناء، قُتل اللواء «فيري» برصاصة مدفعية بريطانية. كانت هُناك فترة هدوء حيث سحب كلينتون لوائين بريطانيين تم تدميرهما ووضع اللواء البرتغالي بقيادة العميد «كوندي دي ريزيندي» في خط المواجهة لشن هجوم نهائي. دمر الفرنسيون اللواء المُهاجم؛ أبلغ العميد «كوندي دي ريزيندي» عن سقوط 487 ضحية. اضطر كلينتون إلى استبدالهم بألوية بريطانية. بحلول هذا الوقت، كانت فرقة الحلفاء الخامسة تضغط على الجناح الأيسر الفرنسي وانهار خط فيري من اليسار إلى اليمين واختفى في الغابة. كان فوج المُشاة الخفيف الفرنسي الحادي والثلاثين على الجانب الأيمن بمثابة حارس خلفي. فقدت فرقة فيري أكثر من 1100 رجل في هذا الصراع. أمر «ويلزلي» اللواء «كلينتون» بالمطاردة، لكن جنوده كانوا مُرهقين تمامًا. تقدموا 100 ياردة فقط في الغابة وتوقفوا بعدها.

### نهاية المعركة
غطت فرقة فوي التراجع الفرنسي نحو مدينة ألبا دي تورميس، حيث كان هُناك جسر يمكنهم استخدامه للهروب. «ويلزلي»، معتقدًا أن معبر ألبا دي تورميس تم السيطرة عليه من قبل كتيبة إسبانية كانت مُتمركزة في قلعة محصنة، وجه مُلاحقته للعدوا على طول طريق مختلف. ومع ذلك، كان الأسبان قد سحبوا الكتيبة دون إبلاغ «ويلزلي»، مما سمح للفرنسيين بالفرار. عانى الجيش الفرنسي من 7000 قتيل وجريح و 7000 أسير. إلى جانب إصابة مارمونت الخطيرة، قُتل اثنان من قادة الفرق وأصيب آخر. جاء نصف خسائر الحلفاء البالغ عددها 5214 من الفرقتين الرابعة والسادسة. أصيب ثلاث من قادة الفرق.

## ما بعد الواقعة

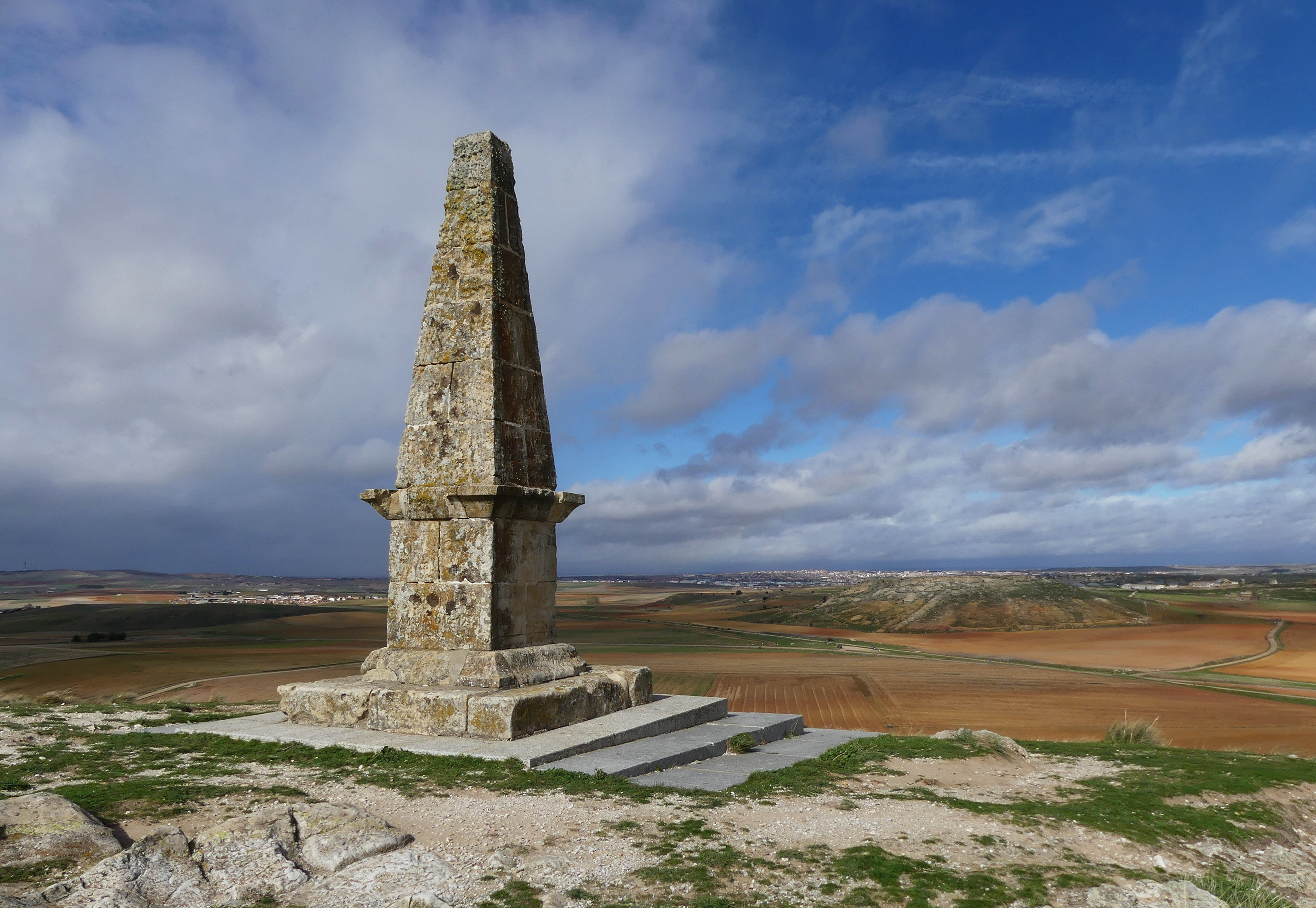
نصب ذكرى معركة شلمنقة 22 يوليو 1812.

استمرت حرب العصابات حتى نهاية حرب شبه الجزيرة، انتهت الحملة البرتغالية الثالثة بانسحاب الفرنسيين من البرتغال، انتهت حملة الحلفاء في إسبانيا بتحرير مدريد، بدأ الهجوم الفرنسي المُضاد في الخريف بحصار أستورجا (1812).

أسست المعركة الدوق «آرثر ويلزلي» كجنرال مُهاجم. قيل إنه «هزم جيشًا قوامه 40 ألف رجل في 40 دقيقة». بعد ستة أيام من المعركة، كتب اللواء الفرنسي «ماكسيميليان فوي» في مُذكراته:
«هذه المعركة هي الأكثر تخطيطًا بحنكة، والأكبر من حيث الحجم، والأكثر أهمية من حيث النتائج، من أي معركة انتصر فيها الإنجليز في الآونة الأخيرة. إنها ترفع سمعة الورد ويلزلي إلى مُستوى سمعة مارلبورو تقريبًا. حتى يومنا هذا كنا نعرف حذره وعينه في اختيار المواقع الجيدة والمهارة التي استخدمها بها. ولكن في شلمنقة أظهر نفسه قائدًا عظيمًا وقديرًا في المناورة. لقد أبقى تصرفاته مخفية طوال اليوم تقريبًا، لقد سمح لنا باظهار حركتنا قبل أن يُصرح بحركته، لقد لعب لعبة مُتقاربة، استخدم تكتيك المطرقة والسندان بأسلوب فريدريك العظيم».
كانت معركة شلمنقة هزيمة مُدمرة للفرنسيين وبينما أعادوا تجميع صفوفهم، دخلت القوات الأنجلو-برتغالية مدريد في 6 أغسطس. تلا ذلك حصار بورغوس، ثم في الخريف تراجع الأنجلو-برتغاليون إلى البرتغال عندما جددت التجمعات الفرنسية التي هددت بحصارهم، على الرغم من أن القوات الفرنسية، التي جُردت من عدة فرق ذات خبرة للانضمام إلى الحملة الروسية، كانت مترددة في الاستمرار. الهجوم.
شوه فشل القوات الإسبانية في حراسة طريق الهروب في ألبا دي تورميس النصر. قد يكون هذا ناتجًا عن سوء تفاهم بين القادة الإسبان والبريطانيين. فشلت المطاردة اللاحقة في تدمير أو القبض على الفرنسيين الفارين.